# Кладороби
Кладороби или Кладораби (грч. Κλαδορράχη, Кладорахи) је насеље у Грчкој у општини Лерин, периферија Западна Македонија. Према попису из 2021. било је 73 становника.
Македонски историчар Тодор Симовски, 1998. године наводи да је Кладороби словенско насеље.

## Становништво
| Година       | 1951 | 1961 | 1971 | 1981 | 1991 | 2001 | 2011 |
| ------------ | ---- | ---- | ---- | ---- | ---- | ---- | ---- |
| Становништво | 508  | 290  | 119  | 107  | 85   | 76   | 93   |